# Culicoides charrua
Culicoides charrua är en tvåvingeart som beskrevs av Gustavo R. Spinelli 1991. Culicoides charrua ingår i släktet Culicoides och familjen svidknott.
Artens utbredningsområde är Uruguay. Inga underarter finns listade i Catalogue of Life.